# Budiwelnyk Browary
Budiwelnyk Browary (ukr. Футбольний клуб «Будівельник» Бровари, Futbolnyj Kłub "Budiwelnyk" Browary) – ukraiński klub piłkarski z siedzibą w Browarach, w obwodzie kijowskim.

## Historia
Drużyna piłkarska Budiwelnyk została założona w mieście Browary i występowała w rozrywkach mistrzostw i Pucharu obwodu kijowskiego. W sezonie 1995/96 zespół debiutował w rozgrywkach Mistrzostw Ukrainy spośród drużyn amatorskich. W następnym sezonie również startował w tym turnieju, ale potem zrezygnował z dalszych występów. Klub z przyczyn finansowych został rozwiązany.

## Sukcesy
- 3. miejsce w 3 grupie Mistrzostw Ukrainy spośród drużyn amatorskich:

1995/96

## Inne
- FK Browary
- Nafkom Browary